# Cressat
Cressat ist eine französische Gemeinde mit 514 Einwohnern (Stand 1. Januar 2022) im Département Creuse in der Region Nouvelle-Aquitaine. Sie gehört zum Arrondissement Aubusson sowie zum Kanton Gouzon (bis 2015 Kanton Ahun).

## Geografie
Cressat liegt im Zentralmassiv, 44 Kilometer südwestlich von Montluçon, etwa 18 Kilometer nördlich von Guéret, dem Sitz der Präfektur des Départements, und 7,7 Kilometer nordöstlich von Ahun, dem Hauptort des Kantons, auf einer mittleren Höhe von 443 Metern über dem Meeresspiegel. Da die Ortschaft im Gebirge liegt, sind die Höhenunterschiede groß, die Mairie liegt auf einer Höhe von 520 Metern. Die Ortschaft liegt am Oberlauf des Flusses Verraux. Die Creuse fließt am südwestlichen Rand des Gemeindegebiets. Cressat von den Nachbargemeinden Vigeville, Saint-Dizier-la-Tour, Chénérailles und Moutier-d’Ahun umgeben. Das Gemeindegebiet hat eine Fläche von 3341 Hektar. 
Cressat ist einer Klimazone des Typs Cfb (nach Köppen und Geiger) zugeordnet: Warmgemäßigtes Regenklima (C), vollfeucht (f), wärmster Monat unter 22 °C, mindestens vier Monate über 10 °C (b). Es herrscht Seeklima mit gemäßigtem Sommer.

## Geschichte
| Jahr | Einwohner |
| ---- | --------- |
| 1911 | 1538      |
| 1921 | 1319      |
| 1931 | 1202      |
| 1936 | 1164      |
| 1946 | 1034      |
| 1954 | 938       |
| 1962 | 882       |
| 1975 | 702       |
| 1982 | 647       |
| 2006 | 549       |
| 2014 | 556       |

1793 erhielt Cressat im Zuge der Französischen Revolution (1789–1799) als Crenac den Status einer Gemeinde und 1801 durch die Verwaltungsreform in der Regierungszeit Napoleon Bonapartes (1769–1821) unter dem Namen Cressac das Recht auf kommunale Selbstverwaltung.

## Kultur und Sehenswürdigkeiten
Die Kirchenfenster der Kirche Sainte-Marguerite wurden im 19. Jahrhundert gefertigt und im Jahr 2009 restauriert. In der Kirche gibt es mehrere Kunstobjekte aus dem 16., 17. und 18. Jahrhundert, die in das Zusatzverzeichnis der Monuments historiques (‚historische Denkmale‘) eingetragen sind. Dazu gehört eine bemalte Statue der Margareta von Antiochia mit einem Drachen aus dem 16. Jahrhundert und ein Gemälde, das die Anbetung der Könige darstellt. Es handelt sich dabei um eine gespiegelte Kopie der „Anbetung der Heiligen Drei Könige“ von Peter Paul Rubens.

## Wirtschaft und Infrastruktur
Auf dem Gemeindegebiet gelten geschützte geographische Angaben (IGP) für Kalbfleisch (Veau du Limousin), Lammfleisch (Agneau du Limousin) und Schweinefleisch (Porc d’Auvergne und Porc du Limousin).
Im Jahr 2009 waren 23,6 Prozent der Erwerbstätigen in der Gemeinde beschäftigt, die anderen sind Pendler. 7,3 Prozent der Arbeitnehmer waren arbeitslos.
Die heute Bahnstrecke Montluçon–Saint-Sulpice-Laurière verband im 19. Jahrhundert Montluçon mit Limoges. Damals wurde der Bahnhof in Cressat von Zügen dieser Linie angefahren. Heute befinden sich die nächstgelegenen Bahnhöfe in Ahun (Busseau Sur Creuse) und Lavaveix-les-Mines.